# Sasima beccarii
Sasima beccarii är en insektsart som beskrevs av Griffini 1908. Sasima beccarii ingår i släktet Sasima och familjen vårtbitare. Inga underarter finns listade i Catalogue of Life.